# Aléxandros Khalkokondilis
Aléxandros Khalkokondilis (Grec: Αλέξανδρος Χαλκοκονδύλης, Atenes, 1880 - (Mort desconeguda)) fou un atleta grec.
Competí als Jocs Olímpics d'Estiu de 1896 en dues proves. Al salt de llargada quedà en quarta posició. El seu millor salt foren 5.74 metres. En la competició de 100 m, Khalkondilis va quedar segon a l'eliminatòria amb 12.75 segons. A la final, arribà a la meta amb 12.6 segons, amb prou feines darrere de Francis Lane quedant cinquè.